# Gobiraptor
Gobiraptor minutus
Genre
Espèce
Gobiraptor est un genre fossile de dinosaures théropodes de la famille des Oviraptoridae,.
Ce genre n'est connu que par un seul spécimen constitué d'un squelette incomplet, référencé MPC-D 102/111. Ses restes fossiles ont été mis au jour en Mongolie dans la formation géologique de Nemegt datant de la fin du Crétacé supérieur, du Maastrichtien inférieur, soit il y a environ entre 71 et 69 Ma (millions d'années).
Une seule espèce est rattachée au genre, Gobiraptor minutus, nommée et décrite en 2019 par Sungjin Lee (d), Yuong-Nam Lee (d), Anusuya Chinsamy, Lü Junchang, Rinchen Barsbold et Khishigjav Tsogtbaatar (d).

## Description

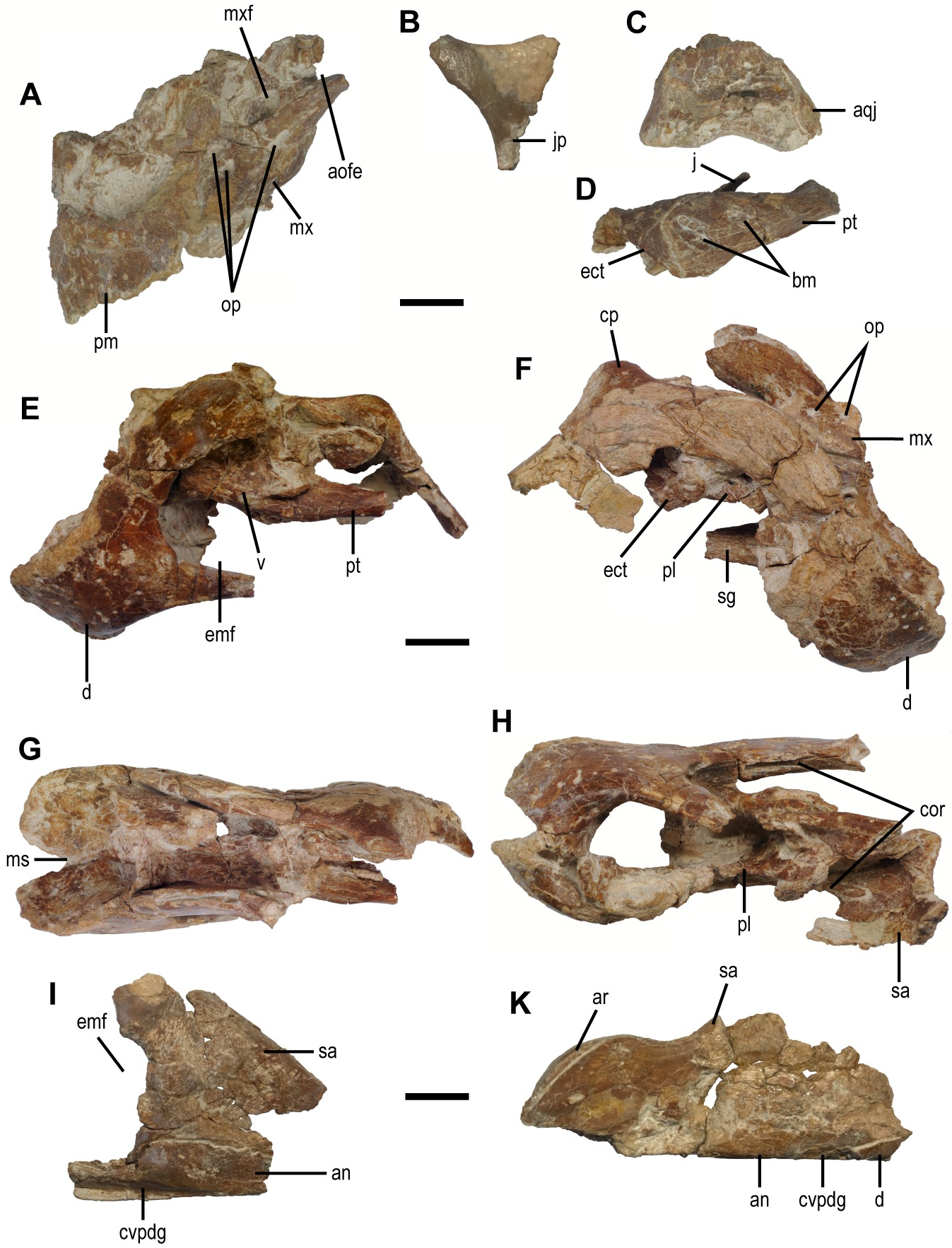
Éléments du crâne.
Les barres horizontales noires mesurent 1 centimètre de long.

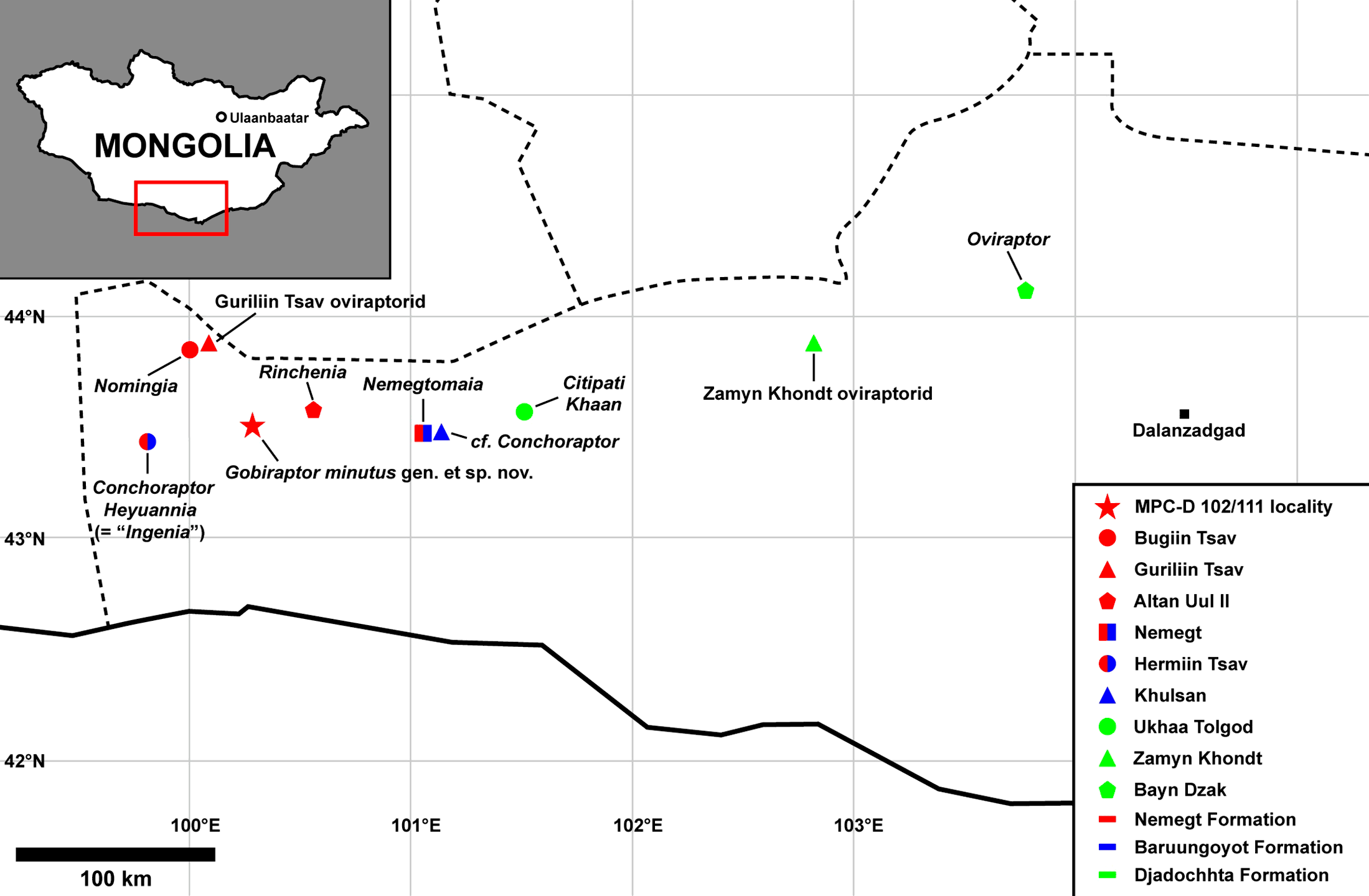
Carte montrant le site de découverte de Gobiraptor (★) et d'autres genres d'oviraptoridés dans le sud du désert de Gobi.

Les inventeurs du genre décrivent les caractères dérivés uniques (autapomorphies) suivants pour Gobiraptor :
- l'os carré possède une face plate en contact avec le quadratojugal ;
- la symphyse de la mandibule est extrêmement épaisse ;
- les os dentaires montrent des paliers de trituration perforés de quatre petits foramens ovales occlusaux ;
- le coronoïde se loge dans la partie inférieure de l'apophyse postérieure supérieure du dentaire.

Les études histologiques de son fémur ont montré qu'il appartenait à un très jeune individu,, dont la longueur totale était de l'ordre de 1,30 mètre.

## Paléobiologie
Gobiraptor vivait dans un environnement mésique. 
La morphologie de son pied n'indique pas une aptitude particulière pour la course et les inventeurs du genre pensent ainsi qu'il n'était pas carnivore. Les plaques de broyages sur ses dentaires et le fort développement de la partie avant de sa symphyse mandibulaire leur font penser qu'il consommait plutôt des coquillages à coquilles dures et des graines qu'il broyait.